# Чемпионат Европы по шорт-треку 1999
3-й чемпионат Европы по шорт-треку проходил с 22 по 24 января 1999 года в Оберсдорфе, Германия.

## Призёры чемпионата

### Медальная таблица
*   Принимающая страна (Германия)
| Место          | Страна         | Золото | Серебро | Бронза | Всего |
| -------------- | -------------- | ------ | ------- | ------ | ----- |
| 1              | Италия         | 8      | 3       | 4      | 15    |
| 2              | Болгария       | 2      | 3       | 0      | 5     |
| 3              | Великобритания | 0      | 1       | 3      | 4     |
| 3              | Нидерланды     | 0      | 1       | 3      | 4     |
| 5              | Германия*      | 0      | 1       | 0      | 1     |
| 5              | Франция        | 0      | 1       | 0      | 1     |
| Всего стран: 6 | Всего стран: 6 | 10     | 10      | 10     | 30    |

Медали за дистанцию 3000 метров не вручались.

### Мужчины
| Дистанция            | Золото                                                                                            | Золото     | Серебро                                                                      | Серебро   | Бронза                                                                    | Бронза    |
| -------------------- | ------------------------------------------------------------------------------------------------- | ---------- | ---------------------------------------------------------------------------- | --------- | ------------------------------------------------------------------------- | --------- |
| 500 метров           | Никола Франческина                                                                                | 42.152     | Ариан Нахбар                                                                 | 42.399    | Микеле Антониоли                                                          | 42.489    |
| 1000 метров          | Фабио Карта                                                                                       | 1:31.783   | Брюно Лоско                                                                  | 1:32.011  | Никки Гуч                                                                 | 1:32.034  |
| 1500 метров          | Фабио Карта                                                                                       | 2:24.676   | Никки Гуч                                                                    | 2:25.186  | Никола Франческина                                                        | 2:25.215  |
| 3000 метров          | Фабио Карта                                                                                       | 5:18.155   | Микеле Антониоли                                                             | 5:18.498  | Брюно Лоско                                                               | 5:18.518  |
| 5000 метров эстафета | Италия · Маурицио Карнино · Фабио Карта · Никола Франческина · Микеле Антониоли · Никола Родигари | 7:01.859   | Нидерланды · Кес Юфферманс · Дейв Верстег · Алекс Велзебур · Винсент Вулверс | 7:11.129  | Великобритания · Роберт Митчелл · Никки Гуч · Меттью Яспер · Джеймс Эллис | 7:16.582  |
| Общая квалификация   | Фабио Карта                                                                                       | 102 очков. | Никола Франческина                                                           | 47 очков. | Микеле Антониоли                                                          | 39 очков. |

### Женщины
| Дистанция            | Золото                                                                           | Золото     | Серебро                                                                         | Серебро    | Бронза                                                                           | Бронза    |
| -------------------- | -------------------------------------------------------------------------------- | ---------- | ------------------------------------------------------------------------------- | ---------- | -------------------------------------------------------------------------------- | --------- |
| 500 метров           | Маринелла Канклини                                                               | 44.620     | Евгения Раданова                                                                | 44.622     | Катя Колтури                                                                     | 44.761    |
| 1000 метров          | Евгения Раданова                                                                 | 1:46.739   | Маринелла Канклини                                                              | 1:46.783   | Маурен де Ланге                                                                  | 1:47.163  |
| 1500 метров          | Евгения Раданова                                                                 | 2:26.553   | Маринелла Канклини                                                              | 2:26.800   | Дебби Палмер                                                                     | 2:27.225  |
| 3000 метров          | Маринелла Канклини                                                               | 5:17.223   | Евгения Раданова                                                                | 5:17.349   | Даниэла Молиндейк                                                                | 5:17.383  |
| 3000 метров эстафета | Италия · Марта Капурсо · Маринелла Канклини · Барбара Бальдиссера · Катя Колтури | 4:21.513   | Болгария · Даниэла Влаева · Евгения Раданова · Анна Крастева · Марина Георгиева | 4:22.465   | Нидерланды · Маурен де Ланге · Даниэла Молиндейк · Мелани де Ланге · Анук Вигерс | 4:25.087  |
| Общая квалификация   | Маринелла Канклини                                                               | 110 очков. | Евгения Раданова                                                                | 110 очков. | Маурен де Ланге                                                                  | 26 очков. |

## Страны участницы
- (2/4)
- (1/0)
- (1/1)
- (2/4)
- (1/0)
- (0/1)
- (2/1)
- (4/4)
- (4/4)
- (4/2)
- (1/0)
- (5/4)
- (4/0)
- (4/4)
- (2/0)
- (2/0)
- (2/4)
- (1/0)
- (4/0)
- (1/0)
- (1/4)